# Англосаксонци
Англосаксонците или англосаксите (Anglo-Saxons) са германските племена, които нахлуват и се заселват на юг и на изток на остров Великобритания, започнало в началото на V век, и периода от създаването на английската нация до Норманското нашествие. Англосаксонската епоха е периодът от английската история между 550 и 1066 г.
В началото на VIII век бенедиктинският монах Беда Достопочтени идентифицира англичаните като потомци на три германски племена:
- англи (на английски: Angles), които вероятно са дошли от Angeln (в съвременна Германия): Беда пише, че цялата им нация мигрира към Великобритания, напускайки бившите си земи. Името Англия произхожда от това племе.
- сакси от Долна Саксония в съвременна Германия и Холандия
- юти, вероятно от полуостров Ютланд (в съвременната Дания; на датски Jylland).

Техният език е англосаксонски или староанглийски (Old English), който е получен от Ingvaeonic – западногермански диалекти, преобразувани в близкия английски език от XI век. Езикът е говорен и писан от англосаксонците и техните потомци в Англия (и в част от югоизточна Шотландия), между средата на V и средата на XII век и има четири основни диалекта: западносаксонски, Merician, Northumbrian и Kentish.